# Ana da Dinamarca (1532–1585)
Ana da Dinamarca (Haderslev, 22 de novembro de 1532 — Dresden, 1 de outubro de 1585), foi uma princesa-eleitora da Saxônia e princesa da Dinamarca.

## Família
Ana era a filha mais velha do rei Cristiano III da Dinamarca e da duquesa Doroteia de Saxe-Lauemburgo. Entre os seus irmãos estavam o rei Frederico II da Dinamarca e o rei Magno da Livónia. Os seus avós paternos eram o rei Frederico I da Dinamarca e a marquesa Ana de Brandemburgo. Os seus avós maternos eram o duque Magno I de Saxe-Lauemburgo e a duquesa Catarina de Brunswick-Wolfenbüttel.

## Vida

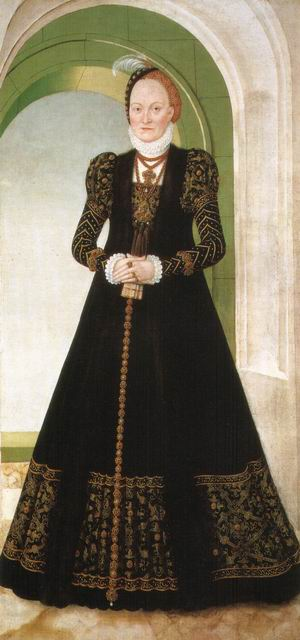
Ana da Dinamarca.

Em criança, Ana aprendeu trabalhos manuais, botânica, trabalhos domésticos e agricultura da mãe. Em 1548 casou-se com o príncipe-eleitor Augusto I da Saxónia de quem teve quinze filhos, onze dos quais morreram antes de chegar à idade adulta. O casal vivia em Weissenfels. Antes da cada nascimento, o casal preparava sempre sudárias para o caso de haver uma emergência. Era ela que se lavava e limpava sozinha, ensinava o marido e tentou ganhar influência nos assuntos de estado numa altura em que os oficiais da corte não gostavam da ideia de "domínio feminino" na corte da Saxónia. O príncipe-eleitor Augusto ficou tão furioso que chegou mesmo a mudar a sua religião para uma forma de luteranismo a seu gosto.
O seu chanceler morreu sob tortura, Philippist Peucer foi preso e outros exilados. Para celebrar este evento, foi feita uma medalha com as palavras "para comemorar a vitória da ortodoxia sobre a razão". Ana ficou muito satisfeita com este desenvolvimento porque acentuava o velho direito das princesas. Manteve-se irreconciliável, mesmo quando a sua filha Isabel se casou com o conde João Casimiro do Palatinado-Simmern, Ana pediu-lhe que se afastasse do marido, o que levou a uma zanga matrimonial. João Casimiro acabaria mesmo por proibir a correspondência entre a esposa e a mãe. Quando Isabel deu à luz um natimorto, disse à mãe que era melhor ter uma criança morta do que um calvinista.
Annaburg recebeu o nome em sua honra- Abriu dois laboratórios e publicou um livro de receitas. Mantinha correspondência com médicos conhecidos e ensinava medicina tradicional a jovens moças. Também cuidava de refugiados, grávidas e doentes. Criou a Igreja de Ana. Em 1869, o chamado Memorial de Ana de Robert Henze foi construído. Hoje em dia encontra-se ao lado da câmara cerimonial do antigo cemitério de Ana em Dresden.

## Descendência
1. João Henrique da Saxónia (5 de maio de 1550 - 12 de novembro de 1550), morreu aos cinco meses de idade.
2. Leonor da Saxónia (2 de maio de 1551 - 24 de abril de 1553), morreu aos dois anos de idade.
3. Isabel da Saxônia (18 de outubro de 1552 - 2 de abril de 1590), casada com o conde João Casimiro do Palatinado-Simmern; com descendência.
4. Alexandre da Saxónia (21 de fevereiro de 1554 - 8 de outubro de 1565), morreu aos onze anos de idade.
5. Magno da Saxónia (24 de setembro de 1555 - 6 de novembro de 1558), morreu aos três anos de idade.
6. Joaquim da Saxónia (3 de maio de 1557 - 21 de novembro de 1557), morreu aos seis meses de idade.
7. Heitor da Saxónia (7 de outubro de 1558 - 4 de abril de 1560), morreu com um ano e meio de idade.
8. Cristiano I da Saxónia (29 de outubro de 1560 - 25 de setembro de 1591), príncipe-eleitor da Saxónia de 1586 a 1591; casado com a marquesa Sofia de Brandemburgo; com descendência.
9. Maria da Saxónia (8 de março de 1562 - 6 de janeiro de 1566), morreu aos três anos de idade.
10. Doroteia da Saxónia (4 de outubro de 1563 - 13 de fevereiro de 1587), casada com o duque Henrique Júlio de Brunswick-Wolfenbüttel; com descendência.
11. Amália da Saxónia (28 de Janeiro de 1565 - 2 de Julho de 1565), morreu aos seis meses de idade.
12. Ana da Saxónia (16 de novembro de 1567 - 27 de janeiro de 1613), casada com o duque João Casimiro de Saxe-Coburgo; sem descendência.
13. Augusto da Saxónia (23 de outubro de 1569 - 12 de fevereiro de 1570), morreu aos três meses de idade.
14. Adolfo da Saxónia (8 de agosto de 1571 - 12 de março de 1572), morreu aos seis meses de idade.
15. Frederico da Saxónia (18 de junho de 1575 - 24 de janeiro de 1577), morreu com pouco mais de um ano de idade.